# Rocher de Bonnenuit
Le rocher de Bonnenuit est un sommet des Alpes françaises dans le massif des Cerces en Savoie, entre les communes de Freney et de Fourneaux. Il culmine à 2 590 m d'altitude.

## Géographie

### Localisation
Le sommet se situe au sud-est de la roche Fleurie (2 573 m).

## Accès
Le principal accès à ce sommet s'effectue par le Plan des Maures.